# Rhamnophis batesii
Espèce
Synonymes
- Thrasops batesii Boulenger, 1908

Rhamnophis batesii  est une espèce de serpents de la famille des Colubridae.

## Répartition
Cette espèce se rencontre au Gabon, au Cameroun, en République démocratique du Congo, en République du Congo, en République centrafricaine et en Guinée équatoriale.

## Description
L'holotype de Rhamnophis batesii mesure 1 800 mm dont 350 mm pour la queue. Cette espèce a le dos brun clair ou vert clair et présente de petites taches noires ainsi que de plus grandes taches claires formant comme des barres transversales. Sa face ventrale est blanche dans sa partie antérieure, devenant brun ou olive dans sa partie postérieure et tachetée de noir.

## Étymologie
Cette espèce est nommée en l'honneur de George Latimer Bates qui a recueilli les premiers spécimens.

## Publication originale
- Boulenger 1908 : Description of three new snakes from Africa. Annals and magazine of natural history, ser. 8, vol. 2, p. 93-94 (texte intégral).